# Youssef Msakni
Youssef Msakni (arabisch يوسف المساكني, DMG Yūsuf al-Masākinī; * 28. Oktober 1990 in Tunis) ist ein tunesischer Fußballspieler. Msakni galt als eines der größten Talente des tunesischen Fußballs und als Leistungsträger in der Nationalmannschaft. In der Presse wurde Msakni manchmal als Tunesiens Lionel Messi bezeichnet.

## Karriere

### Verein
Msakni stammt aus einer Fußballerfamilie. Sein Vater war Nationalspieler, sein älterer Bruder Iheb ist ebenfalls Fußballprofi.
Seine fußballerische Ausbildung erhielt Msakni in der Jugend von Stade Tunisien. Für diesen Verein debütierte er 2007 in der ersten tunesischen Liga. In seiner ersten Profisaison bestritt er 29 Spiele und erzielte dabei acht Tore. Daraufhin unterschrieb er 2008 einen Vertrag bei Espérance Tunis, einem der Spitzenvereine seines Landes. Mit Espérance gewann er von 2009 bis 2012 vier Meisterschaften in Folge. Ab der Saison 2009/10 kam er zu regelmäßigen Einsätzen. 2012 wurde er mit 17 Treffern Torschützenkönig. Außerdem gewann Espérance 2011 die CAF Champions League, woran Msakni großen Anteil hatte. 2012 erreichte Espérance erneut das Finale, unterlag jedoch al-Ahly Kairo.
Inzwischen waren auch ausländische Vereine auf Msakni aufmerksam geworden. Neben Paris Saint-Germain sollen auch der OSC Lille und der FC Arsenal an ihm interessiert gewesen sein. Schließlich unterschrieb er im Juli 2012 einen Vier-Jahres-Vertrag bei Lekhwiya, der allerdings am 1. Januar 2013 in Kraft trat.

### Nationalmannschaft
Msakni ist seit 2010 Mitglied der tunesischen Nationalmannschaft, mit der er 2012 und 2013 an der Afrikameisterschaft teilnahm.